# Strateg
Strateg (în greacă στρατηγός, transliterat: stratigόs, plural: στρατηγοί, stratigoί; în greacă dorică: στραταγός, stratagos; însemnând șef al armatei) este un termen folosit în greacă pentru a desemna un general militar. 
În lumea elenistică și în Imperiul Roman de Răsărit termenul a fost folosit și pentru a descrie un guvernator militar. În armata elenă modernă, reprezintă cel mai înalt grad de ofițer.

## Grecia clasică

### Atena
În cea mai cunoscută atestare a conceptului, în Atena Clasică, se menționează că funcția de strateg exista deja încă din secolul al VI-lea î.Hr., dar abia datorită reformelor lui Clistene din 501 î.Hr. și-a luat forma cea mai rafinată. Acesta a instituit un consiliu de zece strategi care erau aleși anual, câte unul din fiecare trib atenian (fila), care i-au înlocuit cu timpul pe polemarhi și aveau un statut egal între ei înșiși. Conform lui Herodot, la Bătălia de la Maraton din 490 î.Hr., aceștia au decis strategia de luptă prin vot majoritar și fiecare a deținut comanda trupelor prin rotație zilnică. 
La această dată, polemarhii, care încă existau pe lângă strategi, aveau un vot decisiv și erau probabil comandanți-șefi, dar, după 486 î.Hr., aceștia și ceilalți arhonți, au început să fie aleși prin tragere la sorți. Alegerea anuală a strategilor avea loc în primăvară, iar mandatul lor coincidea cu anul atenian, care ținea de la mijlocul verii respective până vara următoare. Dacă un strateg murea sau era demis din funcție, ar fi putut avea loc o rundă de alegeri parțiale pentru a-l înlocui.
Aderarea strictă la principiul numirii unui strateg din fiecare trib a durat destul de puțin, până în jurul anului 440 î.Hr. Din acea perioadă au început să apară situații în care doi erau selectați din același trib și, deci, altele să fie lăsate fără propriul general, probabil din cauza apariției unor cazuri în care niciun candidat nu era disponibil sau potrivit. Acest sistem a continuat cel puțin până în c. 356 î.Hr., dar în momentul în care Aristotel a scris Constituția Atenienilor, în 330, numirile erau deja făcute fără nicio legătură cu apartenența tribală. Prin urmare, în perioada elenistică, deși numărul triburilor crescuse, numărul strategilor a rămas constant la zece.
La începutul secolului al V-lea, câțiva strategi și-au combinat funcția militară cu un rol politic, Temistocle, Aristide, Cimon și Pericle numărându-se printre exemplele cele mai notabile. Cu toate acestea, puterea lor nu provenea din funcție, ci din propria carismă politică și personală. Pe măsură ce puterea politică s-a transferat către retorele civile, la sfârșitul secolului al V-lea, strategii s-au limitat la îndatoriri militare.
Spre deosebire de alte state grecești, unde navarhii comandau marina, strategii atenieni erau lideri atât pe mare, cât și pe uscat. De la mijlocul secolului al IV-lea î.Hr., aceștia au primit din ce în ce mai multe sarcini specifice, cum ar fi cea de Strateg al Aticii (στρατηγὸς ἐπὶ τὴν χώραν, stratigos epi ten choran); Strateg al Expedițiilor (στρατηγὸς ἐπὶ τοὺς ὁπλίτας, stratigos epi tous hoplitas), Strategii Pireului (στρατηγοὶ ἐπὶ τὸν Πειραιᾶ, stratigoi epi ton Peiraia) și Strategii Simoriei (στρατηγὸς ἐπὶ τὰς συμμορίας, strategos epi tas symmorias). Acest obicei a fost generalizat în perioada elenistică, când fiecărui strateg i se atribuiau îndatoriri și mai specifice. Alte grade de general dispăruseră până la sfârșitul secolului I î.Hr.
Poporul atenian avea mai multe mecanisme de supervizare a strategilor lor. Ca și alți magistrați, la sfârșitul mandatului erau supuși eutinei și, în plus, eclesia vota în timpul fiecărei pritanii pentru a stabili dacă aceștia își îndepliniseră corect atribuțiile. În cazul în care voturile erau majoritar împotriva vreunui strateg, acesta era demis și, de regulă, judecat de un juriu. În 430 î.Hr., Pericle însuși a fost înlăturat din funcție și amendat, iar în 406 șase dintre cei opt strategi care au comandat flota atenienilor în Bătălia de la Arginusa au fost demiși și condamnați la moarte.

### Alte state grecești
Titlul de strategos apare în mai multe alte state grecești din perioada clasică, dar, deseori nu este clar dacă acesta se referă la un post real sau dacă este folosit ca termen generic pentru comandanți militari. Strategul ca funcție este atestat în Siracuza, de la sfârșitul secolului al V-lea î.Hr., în Eritra și în Koinonul Arcadienilor din anii 360 î.Hr.
Titlul de strategos autokrator a fost folosit pentru generali cu puteri largi, dar amploarea și natura acestor puteri era acordată ad-hoc. Astfel, de exemplu, Filip al II-lea al Macedoniei a primit această funcție, de comandant-șef cu puteri depline al Ligii de la Corint.

## Epoca elenistică
Sub Filip al II-lea al Macedoniei, titlul de strateg a fost folosit pentru comandanții care acționau ca un fel de cvasi-reprezentanți ai regelui, adesea cu un titlu mai specific care indica zona peste care erau responsabili, de exemplu cel de Strategos tes Europes (general al Europei).
În mai multe ligi de orașe grecești, titlul era rezervat șefului statului. În Liga Etolică și în Liga Aheană, unde era ales anual, acesta era șeful eponim al guvernului civil și comandantul militar suprem în același timp. Strategii se regăsiseră și în Liga Arcadică, în Liga Epirotă și în Liga Acarnanică, în timp ce liderii Ligii Beoțiene și Ligii Tesalice aveau titluri diferite: beotarh și, respectiv, tag.
În imperiile elenistice ale diadohilor, în special în Egiptul Ptolemeic din care sunt cunoscute cele mai multe detalii, strategul devenise o funcție de guvernator care combina sarcinile civile cu cele militare. În Egipt, strategii au fost inițial responsabili pentru coloniști militari greci (cleruhi), urmând să-și asume curând și un rol și în administrație, alături de nomarhi și economi. Deja pe vremea lui Ptolemeu al II-lea Filadelful, în prima jumătate a secolului III î.Hr. strategul era șeful administrației provinciale, în timp ce, pe de cealaltă parte, rolul său militar a scăzut, ca și consecință a demilitarizării cleruhilor. Ptolemeu al V-lea Epifan, care a domnit la începutul secolului II î.Hr., a înființat biroul de epistrateg (ἐπιστράτηγος, epistratigos, în traducere liberă: suprageneral). Acesta, care păstrase funcția principală de comandant militar, trebuia să supravegheze strategii individuali, care deja deveniseră doar oficiali civili ce combinau rolurile de nomarhi și economi. În plus, hipostrategii (ὐποστράτηγος, ipostratigos, în traducere liberă: subgeneral) puteau fi numiți ca subordonați. Sistemul administrativ ptolemeic a supraviețuit până în perioada romană, când funcția de epistrateg a fost subdivizată în trei sau patru posturi mai mici, iar procurorul epistrategilor (procurator ad epistrategiam) a devenit superiorul acestora. Funcția respectivă și-a păstrat în mare parte funcțiile din perioada elenistică și a continuat să fie ocupată de populația greacă a provinciei.
Regatul Odris al Traciei a fost, de asemenea, împărțit în așa-numite strategiai, fiecare condusă de un strateg și bazată pe teritoriile diferitelor triburi și subtriburi tracice. La momentul anexării regatului de către Imperiul Roman, în anul 46 d.Hr., existau 50 de astfel de districte, care au fost păstrate inițial în noua provincie romană și au fost desființate treptat, până în 136 d.Hr.
Sub Republica Romană și ,mai târziu, sub Principat, istoricii greci au folosit adesea termenul de strategos atunci când se refereau la biroul politic și militar roman al pretorului. O astfel de referință poate fi găsită în Noul Testament, în Faptele Apostolilor. În paralel, termenul de antistrateg (ἀντιστράτηγος, antistratigos, tradus ca vicegeneral) a fost folosit pentru a se referi la funcția de propretor.

## Imperiul Bizantin
Termenul a continuat să fie folosit în Imperiul Bizantin. Inițial, acesta a fost folosit concomitent cu cel de stratelat și, mai rar, cu cel de stratopedarh, pentru a denumi oficiul roman militar suprem de magister militum și putea fi folosit și pentru ducii regionali. În secolul al VII-lea, odată cu crearea Sistemului Tematic, rolul lor s-a schimbat, combinând îndatoririle militare cu cele de administrare a temei. 
Primele din aceste teme au fost puține și foarte mari, iar în secolul al VIII-lea, strategii provinciali erau într-un conflict constant cu împăratul de la Constantinopol, ridicându-se adesea împotriva lui. Ca răspuns, temele au fost împărțite și mai mult, iar numărul strategilor a crescut, diluându-le puterea. Acest proces a fost promovat de cuceririle secolului al X-lea, care au motivat stabilirea mai multor teme de frontieră noi și mai mici. Spre exemplu, în timp ce în c. 842, Tacticonul lui Uspensky enumeră 18 strategi, Tacticonul de la Escorial, scris între c. 971 și 975, listează aproape 90.
De-a lungul Perioadei Bizantine Mijlocii (secolele VII-XII), strategul Temei Anatoliene s-a bucurat de prioritate față de ceilalți și a constituit una dintre cele mai înalte funcții ale statului, una dintre puținele de la care eunucii erau excluși. Această distincție, și diferențele generalizate între temele asiatice și cele europene, mai sărace, a fost marcată în special de salariile strategilor acestora. În timp ce cei din est își primeau salariul direct de la trezoreria statului, omologii occidentali au trebuit să-și majoreze salariul semnificativ mai mic din veniturile propriilor lor provincii.  Pe parcursul secolului al XI-lea, strategii s-au limitat treptat la sarcinile lor militare, responsabilitățile fiscale și administrative fiind preluate de entități civile, precum kritai (judecători). Cu timpul, răspunderile militare au fost trasnferate în mâinile unei noi clase de ofițeri intitulate doukes (duci) sau katepano (căpitani), care au fost plasați în controlul unor regiuni care combinau mai multe teme. Până în secolul al XIII-lea, termenul de strateg a revenit la sensul generic, de general, lipsit de orice semnificație tehnică mai specifică.
Bizantinii au folosit, de asemenea, o serie de variații ale titlului de strateg, precum cel de strategete (στρατηγέτης, stratigetis), un termen alternativ folosit mai rar, sau de monostrateg (μονοστράτηγος, monostratigos, cu sensul de unic-general), care desemna un general care comanda alți strategi sau mai multe teme. Termenii strategos autokrator, arhistrateg (ἀρχιστράτηγος, archistratigos, însemnând general-șef) și protostrateg (πρωτοστράτηγος, protostratigos, adică prim-general) desemnau comandanți învestiți cu autoritate supremă. 

## Mesina
Orașul Mesina, din Sicilia, a avut la rândul său un strateg în Evul Mediu. În 1345, Orlando de Aragona, fiul nelegitim al lui Frederic al II-lea al Siciliei, a ocupat această funcție.

## Utilizare modernă
În armata elenă modernă, un stratigós este cel mai înalt grad de ofițer.
Gradul superior de stratárhis (feldmareșal) a existat sub monarhie, dar nu a fost păstrat de actuala A Treia Republică Elenă. În timpul regatului, gradul de stratigós a fost rezervat monarhului și altor câțiva membri ai familiei regale, cu foarte puțini ofițeri de carieră pensionați promovați onorific la acesta. Din c. 1970, în conformitate cu practica NATO pentru organizarea șefilor apărării națiunilor membre, funcția este deținută de șeful Statului Major General al Apărării Naționale când este ofițer al armatei, și se acordă șefului Statului Major General al Armatei Elene, când se retrage.
Aproape toate celelalte grade de ofițer elene sunt derivații ale cuvântului strateg: antistrátigos (antistrateg) and ypostrátigos (hipostrateg) se folosesc pentru a denumi gradele de general-locotenent și general-maior. Generalul de brigadă este, însă, numit taxiarh (taxíarchos), după cuvântul grecesc care denumește o brigadă: táxis. Gradele de antistrateg și hipostrateg sunt de asemenea folosite de Poliția Elenă (și înainte, de Jandarmeria Greacă), de Serviciul de Pompieri Grecesc și de Garda Națională Cipriotă, care nu are gradul suprem de stratigós.